# Рамірес-Перес (Техас)
Рамірес-Перес (англ. Ramirez-Perez) — переписна місцевість (CDP) в США, в окрузі Старр штату Техас. Населення — 66 осіб (2020).

## Географія
Рамірес-Перес розташований за координатами 26°19′0″ пн. ш. 98°41′36″ зх. д. / 26.31667° пн. ш. 98.69333° зх. д. (26.316531, -98.693340).  За даними Бюро перепису населення США в 2010 році переписна місцевість мала площу 0,08 км², уся площа — суходіл.

## Демографія
Згідно з переписом 2010 року, у переписній місцевості мешкало 78 осіб у 21 домогосподарстві у складі 17 родин. Густота населення становила 928 осіб/км².  Було 25 помешкань (297/км²).
Расовий склад населення:
| - 93,6 % — білих - 6,4 % — осіб інших рас |

До двох чи більше рас належало 0,0 %. Частка іспаномовних становила 98,7 % від усіх жителів.
За віковим діапазоном населення розподілялося таким чином: 38,5 % — особи молодші 18 років, 61,5 % — особи у віці 18—64 років, 0,0 % — особи у віці 65 років та старші. Медіана віку мешканця становила 25,5 року. На 100 осіб жіночої статі у переписній місцевості припадало 105,3 чоловіків;  на 100 жінок у віці від 18 років та старших — 92,0 чоловіків також старших 18 років.
Цивільне працевлаштоване населення становило 22 особи. Основні галузі зайнятості: освіта, охорона здоров'я та соціальна допомога — 100,0 %.